# Liste der Biografien/Schoe
Liste der Biografien |
Portal Biografien |
Personensuche
# |
A |
B |
C |
D |
E |
F |
G |
H |
I |
J |
K |
L |
M |
N |
O |
P |
Q |
R |
S |
T |
U |
V |
W |
X |
Y |
Z |
?
 
Sa |
Sb |
Sc |
Sd |
Se |
Sf |
Sg |
Sh |
Si |
Sj |
Sk |
Sl |
Sm |
Sn |
So |
Sp |
Sq |
Sr |
Ss |
St |
Su |
Sv |
Sw |
Sy |
Sz
 
Sca–Sce |
Sch |
Sci–Scz
 
Scha |
Schc |
Schd |
Sche |
Schg |
Schi |
Schj |
Schk |
Schl |
Schm |
Schn |
Scho |
Schp |
Schr |
Schs |
Scht |
Schu |
Schv |
Schw |
Schy
 
Schoa |
Schob |
Schoc |
Schod |
Schoe |
Schof |
Schog |
Schoh |
Schoi |
Schok |
Schol |
Schom |
Schon |
Schoo |
Schop |
Schor |
Schos |
Schot |
Schou |
Schov |
Schow |
Schoy
Die Liste der Biografien führt alle Personen auf, die in der deutschsprachigen Wikipedia einen Artikel haben. Dieses ist eine Teilliste mit 276 Einträgen von Personen, deren Namen mit den Buchstaben „Schoe“ beginnt.

## Schoe

### Schoeb
- Schoebel, Elmer (1896–1970), US-amerikanischer Jazz-Pianist und Komponist
- Schoebel, Martin (* 1958), deutscher Archivar und Historiker
- Schoebel, Pierre (* 1942), französischer Hürdenläufer

### Schoec
- Schoeck, Helmut (1922–1993), deutscher Soziologe
- Schoeck, Othmar (1886–1957), Schweizer Komponist und Dirigent
- Schoeck, Rolf (1928–1999), deutscher Diplom-Volkswirt und Politiker (CDU), MdL (Baden-Württemberg)

### Schoed
- Schoedder, Paul Hermann (1887–1971), deutscher Maler
- Schoedel, Wolfgang (1905–1973), deutscher Physiologe, Direktor des Max-Planck-Instituts in Göttingen
- Schoedon, Dirk (* 1964), deutscher Schauspieler
- Schoedsack, Ernest B. (1893–1979), US-amerikanischer Kameramann, Regisseur und Filmproduzent

### Schoef
- Schoeffer, Valerian von (1862–1900), russischer Althistoriker
- Schoeffling, Michael (* 1960), US-amerikanischer, ehemaliger Schauspieler
- Schoefft, August (1809–1888), ungarisch-österreichischer Maler
- Schoefs, Erik (* 1967), belgischer Bahnradsportler

### Schoel
- Schœlcher, Victor (1804–1893), französischer Politiker und FreiheitskämpferVictor Schœlcher (1804–1893)

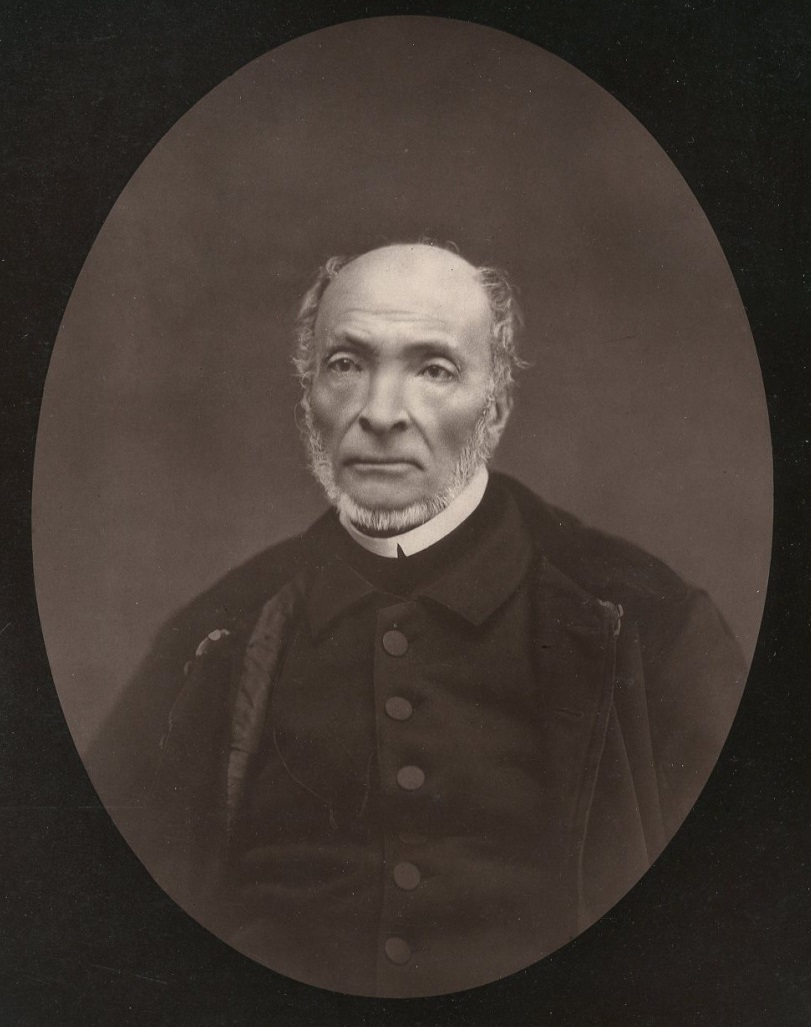
Victor Schœlcher (1804–1893)

- Schoele, Otto (1880–1950), deutscher Jurist und Finanzmanager
- Schoelen, Eugen (1912–1974), deutscher Erziehungswissenschaftler und Hochschullehrer
- Schoelen, Jill (* 1963), US-amerikanische Schauspielerin
- Schoeler, Alexander von (1807–1894), preußischer General der Infanterie
- Schoeler, Andreas von (* 1948), deutscher Politiker (FDP, SPD), MdBAndreas von Schoeler (* 1948)

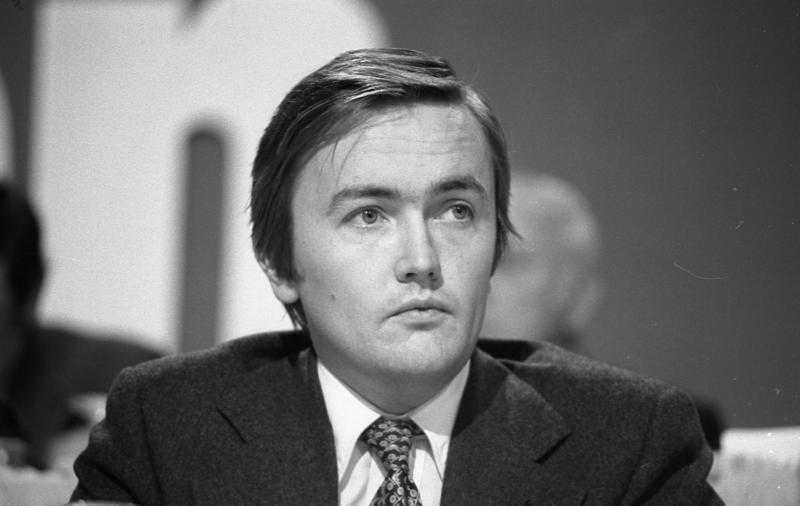
Andreas von Schoeler (* 1948)

- Schoeler, August von (1798–1866), preußischer General der Infanterie und Gouverneur von Magdeburg
- Schoeler, Daniel von (1800–1879), preußischer Generalleutnant
- Schoeler, Friedrich Ludwig von (1797–1869), preußischer Generalleutnant und Chef des preußischen Militärkabinetts (1848–1857)
- Schoeler, Friedrich von (1772–1840), preußischer General der Infanterie
- Schoeler, Gregor (* 1944), deutscher Arabist und Islamwissenschaftler
- Schoeler, Johann Friedrich Wilhelm von (1731–1817), preußischer Generalmajor
- Schoeler, Joseph von (1834–1915), preußischer Generalleutnant
- Schoeler, Moritz von (1771–1855), preußischer General der Infanterie
- Schoeler, Roderich von (1862–1935), deutscher General der Infanterie der Reichswehr
- Schoeler, Tatjana (* 1988), deutsche Schauspielerin, Autorin und Charisma-Coach
- Schoelermann, Hans (1890–1969), deutscher Schauspieler
- Schoelkopf, Robert J. (* 1964), US-amerikanischer Physiker
- Schoell, Konrad (1938–2014), deutscher Romanist und Literaturwissenschaftler
- Schoell-Glass, Charlotte (* 1951), deutsche Kunsthistorikerin
- Schoeller, Alexander (1852–1911), deutscher Bankier
- Schoeller, Alexander von (1805–1886), deutsch-österreichischer Bankier, Großindustrieller und GroßunternehmerAlexander von Schoeller (1805–1886)

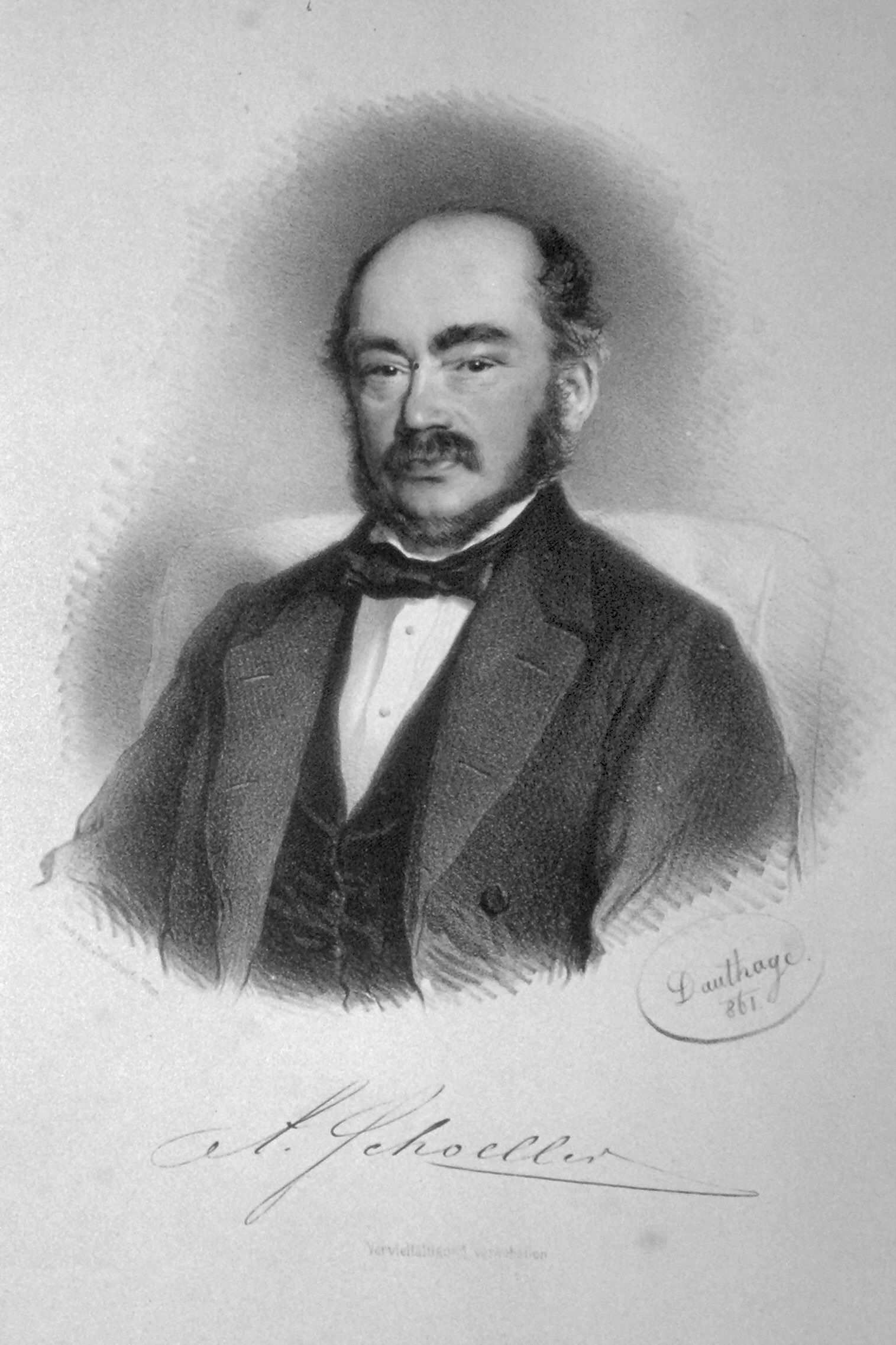
Alexander von Schoeller (1805–1886)

- Schoeller, Benno (1828–1908), deutscher Unternehmer in der Papierindustrie und Mäzen
- Schoeller, Bettina (* 1969), deutsche Regisseurin, Produzentin, Autorin, Journalistin und Kuratorin
- Schoeller, Felix Heinrich (1821–1893), deutscher Papierfabrikant
- Schoeller, Felix Hermann Maria (1855–1907), deutscher Papierfabrikant
- Schoeller, Franz Jochen (1926–2019), deutscher Botschafter
- Schoeller, Gerhard (1886–1970), deutscher Papierfabrikant
- Schoeller, Gustav Adolph von (1826–1889), deutsch-österreichischer Bankier und Unternehmer in der Montanindustrie
- Schoeller, Gustav von (1830–1912), österreichisch-ungarischer Großunternehmer und Wirtschaftsfunktionär deutscher Abstammung, sowie Konsul für Mähren und Schlesien
- Schoeller, Heinrich August (1788–1863), deutscher Papierfabrikant
- Schoeller, Heinrich August (1923–2021), deutscher Industrieller
- Schoeller, Henri (1899–1988), französischer Geologe und Hydrogeologe
- Schoeller, Hubertus (* 1942), deutscher Galerist und Kunstsammler
- Schoeller, Ida (1863–1917), deutsche Sammlerin alter Bücher
- Schoeller, Johann Christian (1782–1851), deutscher Maler, Miniaturist und Zeichner von Karikaturen
- Schoeller, Leopold (1792–1884), deutscher Unternehmer und Gründer der Anker-Teppichfabrik
- Schoeller, Leopold (1830–1896), deutscher Großunternehmer in Breslau
- Schoeller, Martin (* 1968), deutscher FotografMartin Schoeller (* 1968)

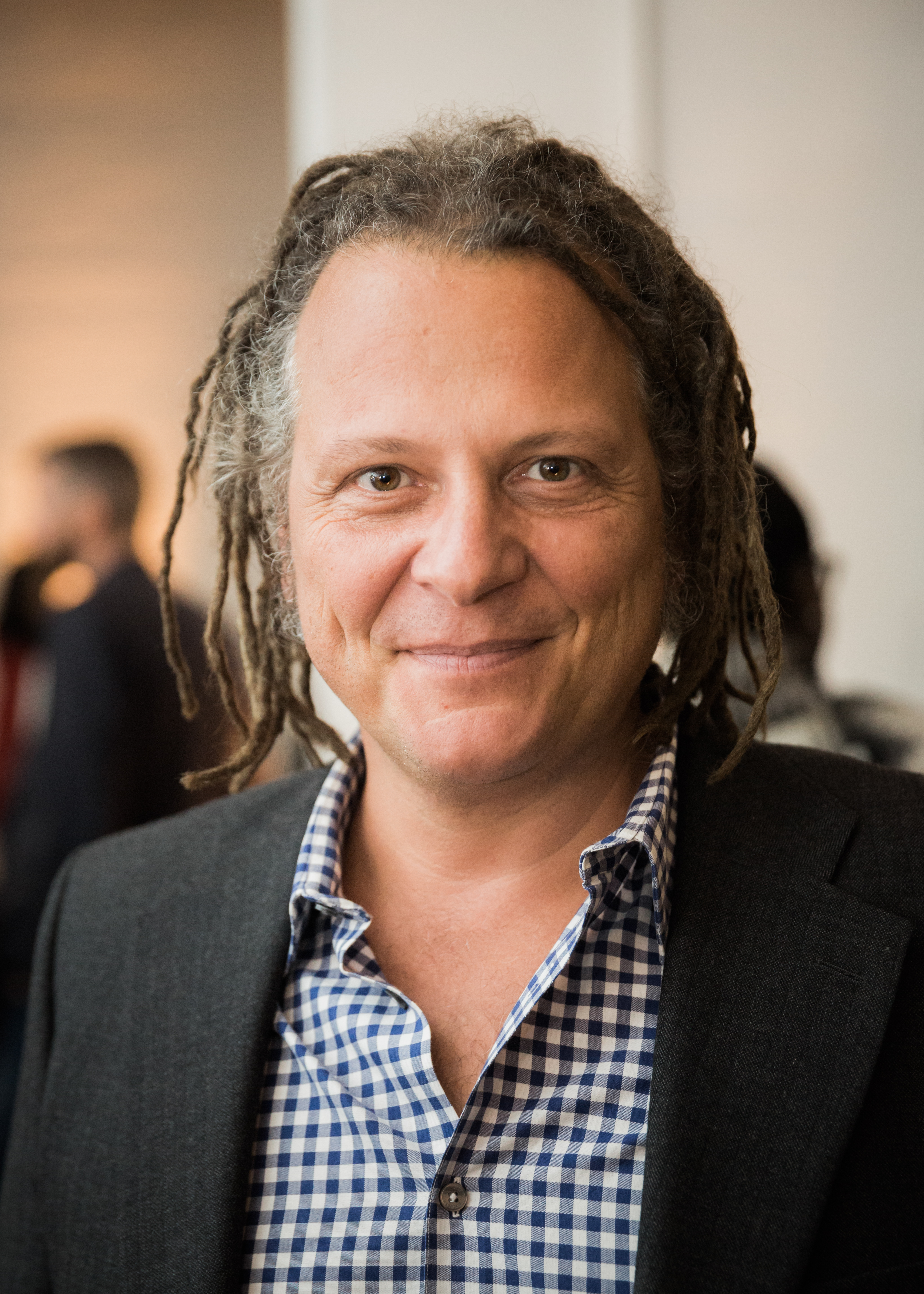
Martin Schoeller (* 1968)

- Schoeller, Martin Alexander (* 1955), deutsch-schweizerischer Diplom-Ingenieur, Unternehmer und Buchautor
- Schoeller, Max (1865–1943), deutscher Zuckerfabrikant und Ethnologe
- Schoeller, Monika (1939–2019), deutsche Verlegerin
- Schoeller, Paul Eduard von (1853–1920), österreichischer Montanindustrieller
- Schoeller, Philipp Alois von (1892–1977), österreichischer Wirtschaftsfunktionär, Bankier und Politiker
- Schoeller, Philipp Johann von (1835–1892), österreichischer Industrieller in der Zuckerindustrie
- Schoeller, Philipp von (1921–2008), österreichischer Wirtschaftsfunktionär und Bankier, Ehrenmitglied des Internationalen Olympischen Komitees
- Schoeller, Philipp Wilhelm von (1797–1877), österreichisch-ungarischer Textilunternehmer
- Schoeller, Philipp Wilhelm von (1845–1916), deutsch-österreichischer Unternehmer und Bankier sowie Kunstfotograf
- Schoeller, Pierre (* 1961), französischer Regisseur und Drehbuchautor
- Schoeller, Richard von (1871–1950), österreichischer Großindustrieller der MontanindustrieRichard von Schoeller (1871–1950)

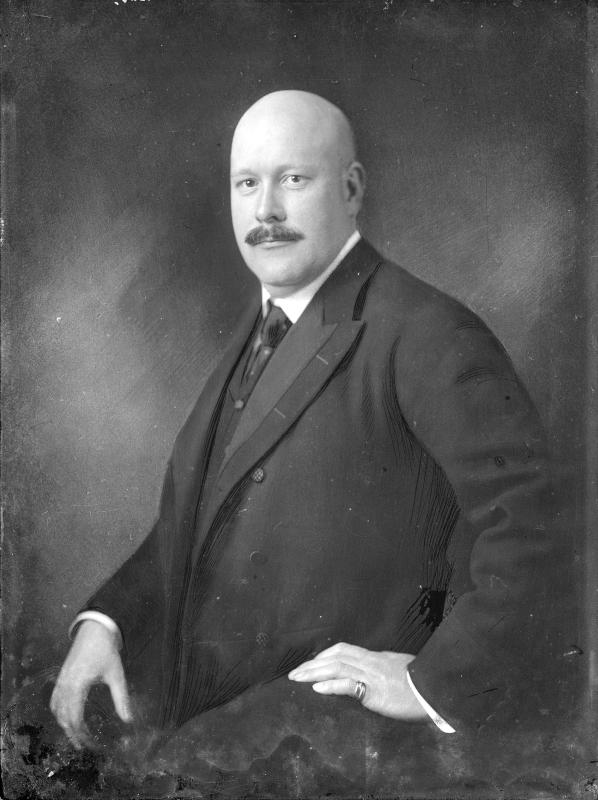
Richard von Schoeller (1871–1950)

- Schoeller, Robert (1873–1950), österreichischer Industrieller
- Schoeller, Rudolf (1902–1978), Schweizer Rennfahrer
- Schoeller, Rudolf Wilhelm (1827–1902), deutscher Kammgarn und Textilfabrikant und Konsul in der Schweiz
- Schoeller, Sven (* 1973), deutscher Politiker (Grüne) und Rechtsanwalt
- Schoeller, Walter (1889–1979), Schweizer Unternehmer sowie Hochleistungssportler und Sportfunktionär
- Schoeller, Walter Julius Viktor (1880–1965), deutscher Chemiker und Laboratoriumsleiter in Berlin
- Schoeller, Wilfried F. (1941–2020), deutscher Literaturkritiker und Autor
- Schoeller, Winfried (* 1941), deutscher Politiker (SPD), MdL
- Schoeller, Wolfgang (1943–2021), deutscher Politikwissenschaftler
- Schoellhorn, Fritz (1863–1933), Schweizer Unternehmer und Schriftsteller
- Schoellig, Angela (* 1983), deutsche Informatikerin und Hochschullehrerin
- Schoellkopf, Hugo (1862–1928), US-amerikanischer Chemiker und Unternehmer
- Schoellkopf, Jacob Frederick, Jr. (1858–1942), US-amerikanischer Chemiker und Unternehmer
- Schoellkopf, Jean-Louis (* 1946), französischer Fotograf
- Schoellkopf, Niggi (1930–2023), Schweizer Politiker (FDP) und Buchautor
- Schoelzgen, Martin (1926–2010), deutscher Leichtathlet

### Schoem
- Schoemaker, Andries (1660–1735), niederländischer Sammler, Schriftsteller und Numismatiker
- Schoemaker, Arend (1911–1982), niederländischer Fußballspieler
- Schoemaker, Charles Prosper Wolff (1882–1949), niederländischer Architekt
- Schoemaker, Hubert (1950–2006), US-amerikanischer Chemiker
- Schoemaker, Jacobus (1882–1954), niederländischer Fußballspieler
- Schoemaker, Maurice (1890–1964), belgischer Komponist
- Schoemaker, Richard (1886–1942), niederländischer Architekt, Säbelfechter, Hochschullehrer und Widerständler gegen die deutsche Besatzung während des Zweiten Weltkriegs
- Schoemakers, René (* 1972), deutscher Maler
- Schoeman, Adri (* 1970), südafrikanische Sprinterin
- Schoeman, Amy (* 1941), namibisch-britische Fotografin, Autorin und Juristin
- Schoeman, Anriette (* 1977), südafrikanische Radrennfahrerin
- Schoeman, Ferdinand Reynold (* 1943), südafrikanischer Phykologe
- Schoeman, Henri (* 1991), südafrikanischer Triathlet
- Schoeman, Karel (1939–2017), südafrikanischer Schriftsteller
- Schoeman, M. Corrie, südafrikanischer Evolutionsökologe
- Schoeman, Roland (* 1980), südafrikanischer Schwimmer
- Schoeman, Roy (* 1951), US-amerikanischer Autor und zur katholischen Kirche konvertierter Jude
- Schoemann, Hermann (1881–1915), deutscher Marineoffizier, zuletzt Kapitänleutnant im Ersten Weltkrieg
- Schoemer, Eduard (1881–1962), deutscher Gewerkschafter und Politiker (MdL)

### Schoen
- Schoen, Christian (* 1970), deutscher Kunsthistoriker, Kurator und Kommunalpolitiker
- Schoen, Ernst (1894–1960), deutscher Musikschriftsteller, Rundfunkpionier, Komponist und Übersetzer
- Schoen, Ernst von (1877–1954), deutscher Bankier
- Schoen, Fedor (1863–1946), deutscher Unternehmer
- Schoen, Ferdinand (1906–1984), deutscher Rechtsmediziner und NS-Funktionär
- Schoen, Friedrich Wilhelm (1810–1868), deutscher Genremaler und Lithograf des Biedermeier
- Schoen, Friedrich Wilhelm von (1849–1941), deutscher Großindustrieller und Mäzen
- Schoen, Hans von (1876–1969), deutscher Diplomat
- Schoen, Harald (* 1972), deutscher Politikwissenschaftler
- Schoen, Hartmut (* 1951), deutscher Filmregisseur, Drehbuchautor und Produzent
- Schoen, Herbert (1929–2014), deutscher Fußballspieler
- Schoen, Jean (1825–1887), deutscher technischer Leiter der Kammgarnspinnerei Kaiserslautern
- Schoen, Johann Georg von (1838–1914), österreichischer Bauingenieur und Hochschullehrer
- Schoen, Jonas (* 1969), deutscher Jazzmusiker (Saxophonist, Komponist) und Hochschullehrer
- Schoen, Klaus Jürgen (1931–2018), deutscher konstruktiver Maler
- Schoen, Lawrence M. (* 1959), amerikanischer Schriftsteller, Klingonist und Psychologe
- Schoen, Pierre Jean (* 1967), französischer Organist
- Schoen, Richard (* 1950), US-amerikanischer Mathematiker
- Schoen, Robert (* 1966), deutscher Regisseur und Autor
- Schoen, Rudolf (1892–1979), deutscher Mediziner
- Schoen, Thorsten (* 1972), deutscher Beachvolleyball-Spieler
- Schoen, Vic (1916–2000), US-amerikanischer Jazzmusiker, Bandleader, Arrangeur und Komponist
- Schoen, Wilhelm Albrecht von (1886–1960), deutscher Diplomat
- Schoen, Wilhelm von (1851–1933), deutscher Diplomat
- Schoen-Angerer, Rudolf von (1857–1943), deutscher Verwaltungsjurist
- Schoen-René, Anna (1864–1942), deutschamerikanische Opernsängerin (Sopran) und Gesangspädagogin
- Schoenaerts, Julien (1925–2006), belgischer Schauspieler
- Schoenaerts, Matthias (* 1977), belgischer SchauspielerMatthias Schoenaerts (* 1977)

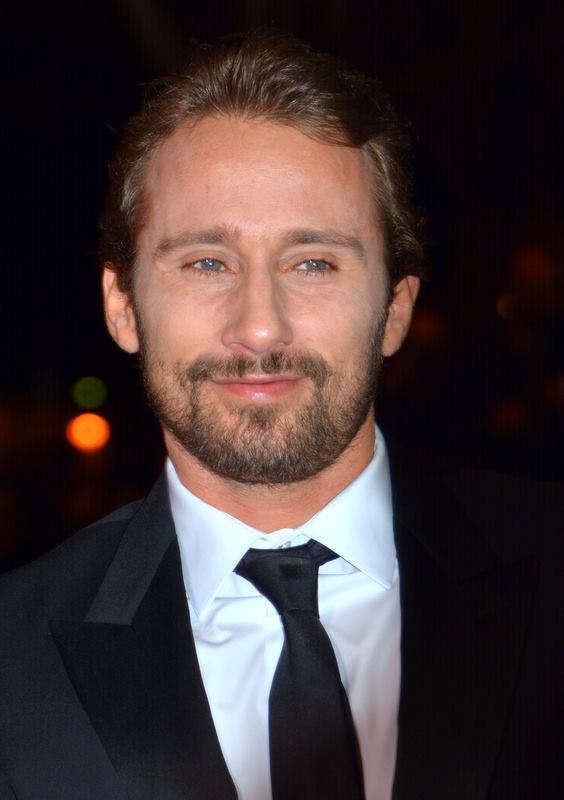
Matthias Schoenaerts (* 1977)

- Schoenaich, Andreas von (1863–1918), preußischer Oberst und Militärhistoriker
- Schoenaich, Fabian von (1508–1591), Offizier
- Schoenaich, Georg von (1557–1619), kaiserlicher Rat, Herr von Muskau, Beuthen und Carolath, Vizekanzler von Schlesien und der Niederlausitz
- Schoenaich, Paul von (1866–1954), deutscher Generalmajor, späterer Pazifist
- Schoenaich-Carolath, August von (1822–1899), preußischer Bergmann, Berghauptmann und Direktor des Oberbergamtes Dortmund
- Schoenaich-Carolath, Emil von (1852–1908), deutscher Gutsherr, Lyriker und Novellist
- Schoenaich-Carolath, Heinrich zu (1852–1920), deutscher Politiker (NLP), Landrat, MdR
- Schoenaich-Carolath, Sebastian (* 1957), deutscher Manager, Banker und Diplomat
- Schoenaker, Dick (* 1952), niederländischer Fußballspieler
- Schoenaker, Myrthe (* 1992), niederländische Handballspielerin und -trainerin
- Schoenaker, Robin (* 1995), niederländischer Handballspieler
- Schoenaker, Theo (1932–2021), niederländischer Logopäde und Individualpsychologe
- Schoenauer, Hermann (* 1950), deutscher Pfarrer, Rektor und Vorstandsvorsitzender der Diakonie Neuendettelsau
- Schoenbaum, Camillo (1925–1981), österreichischer Musikwissenschaftler
- Schoenbaum, Charles Edgar (1893–1951), US-amerikanischer Kameramann
- Schoenbaum, David (* 1935), amerikanischer Historiker
- Schoenbaum, Samuel (1927–1996), amerikanischer Literaturwissenschaftler
- Schoenbeck, Sara, US-amerikanische Jazz- und Improvisationsmusikerin (Fagott, Shehnai)
- Schoenberg, E. Randol (* 1966), US-amerikanischer AnwaltE. Randol Schoenberg (* 1966)

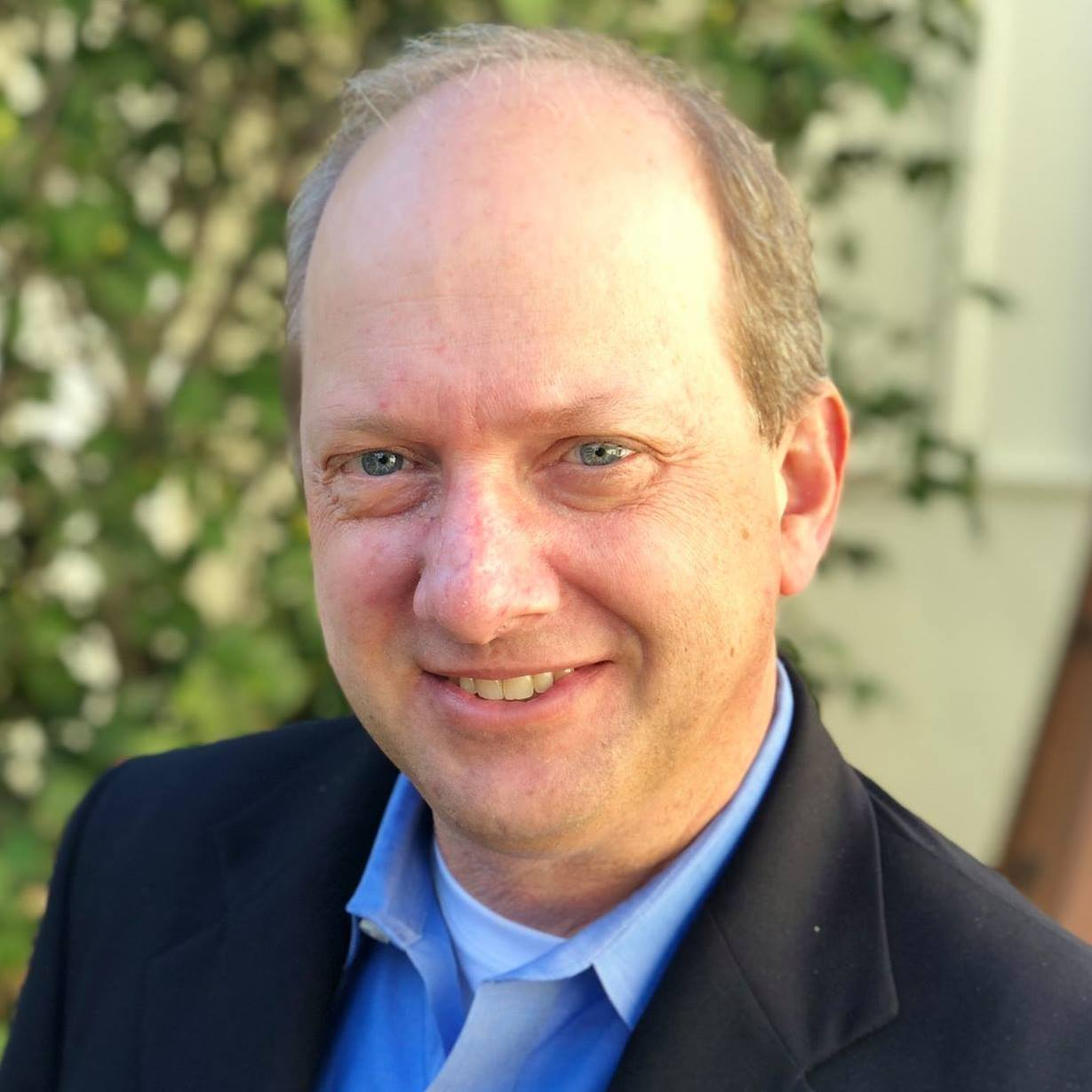
E. Randol Schoenberg (* 1966)

- Schoenberg, Erich (1882–1965), deutscher Astronom
- Schoenberg, Isaac Jacob (1903–1990), rumänisch-amerikanischer Mathematiker, Entdecker der Splines
- Schoenberg, Loren (* 1958), US-amerikanischer Jazzmusiker und Jazzhistoriker
- Schoenberger, Frances (* 1945), deutsche Filmjournalistin
- Schoenberger, Guido (1891–1974), deutsch-amerikanischer Kunsthistoriker
- Schoenberner, Franz (1892–1970), deutscher Redakteur und Schriftsteller
- Schoenberner, Gerhard (1931–2012), deutscher Autor, Filmhistoriker und Pionier der öffentlichen Auseinandersetzung mit den Verbrechen während der Zeit des Nationalsozialismus
- Schoenbohm, Siegfried (1938–2006), US-amerikanisch-deutscher Opernregisseur
- Schoenborn, Lilli (1898–1987), deutsche Schauspielerin und Synchronsprecherin
- Schoenborn, Paul Gerhard (* 1934), deutscher evangelischer Pfarrer
- Schoenborn, Ulrich (* 1942), evangelischer Theologe und Neutestamentler
- Schoenborn, Walther (1883–1956), deutscher Rechtswissenschaftler und Staatsrechtslehrer
- Schoenbrun, David (1915–1988), US-amerikanischer Journalist und Buchautor
- Schoenbrun, Jane, US-amerikanische Filmregisseurin und DrehbuchautorinJane Schoenbrun

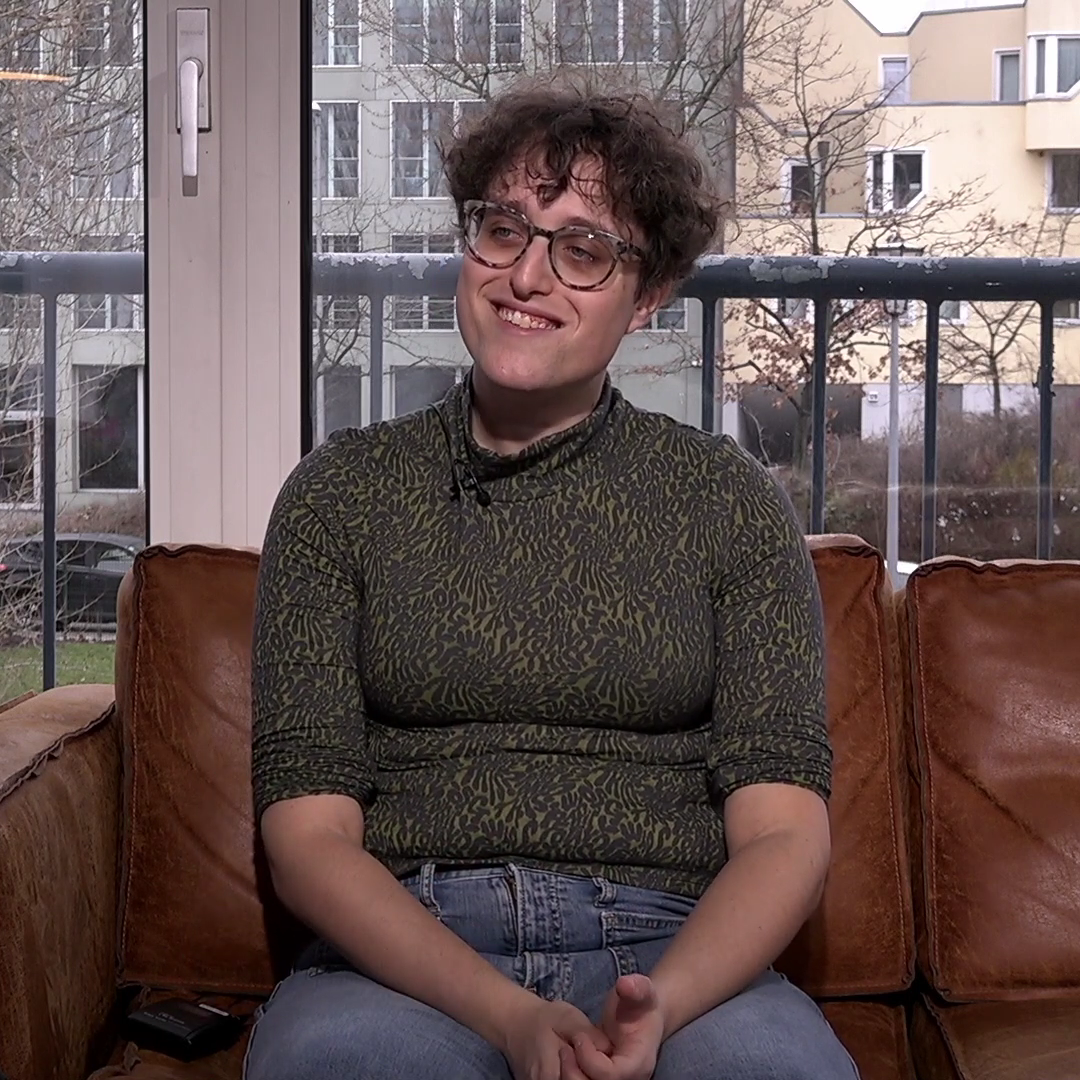
Jane Schoenbrun

- Schoendlinger, Anton (1919–1983), donauschwäbischer Komponist
- Schœndœrffer, Frédéric (* 1962), französischer Filmregisseur und Drehbuchautor
- Schœndœrffer, Pierre (1928–2012), französischer Regisseur und Autor von Spiel- und Dokumentarfilmen
- Schoene, Heinrich (1889–1945), deutscher Politiker (NSDAP), MdR, MdL, Generalkommissar von Wolhynien-Podolien
- Schoene, Wolfgang (1926–2006), deutscher Soziologe
- Schoenebeck, Bernd Christian von (1645–1718), königlich-preußischer Generalmajor und Kommandant von Kolberg
- Schoenebeck, Bernhard Constantin von (1760–1835), deutscher Mediziner und Autor
- Schoenebeck, Franziska, deutsche Chemikerin und Professorin für organische Chemie
- Schoenebeck, Hans von (1904–1944), deutscher Klassischer Archäologe
- Schoenebeck, Hubertus von (* 1947), deutscher Pädagoge
- Schoeneberg, Bruno (1906–1995), deutscher Mathematiker
- Schoeneberg, Lisa (* 1957), US-amerikanische Curlerin
- Schoeneberg, Manfred (* 1954), deutscher Leichtathlet
- Schoeneberg, Misha (* 1959), deutscher Autor, Songschreiber und Sprachlehrer
- Schoeneberg, Stefanie (* 1997), deutsche Handballspielerin
- Schoeneck, Edward (1875–1951), US-amerikanischer Rechtsanwalt und Politiker
- Schoenefeld, Henry (1857–1936), US-amerikanischer Komponist
- Schoenefeld, Justin (* 1998), US-amerikanischer Freestyle-Skisportler
- Schoeneich, Heinrich (* 1948), deutscher Plastischer Chirurg; humanitärer AktivistHeinrich Schoeneich (* 1948)

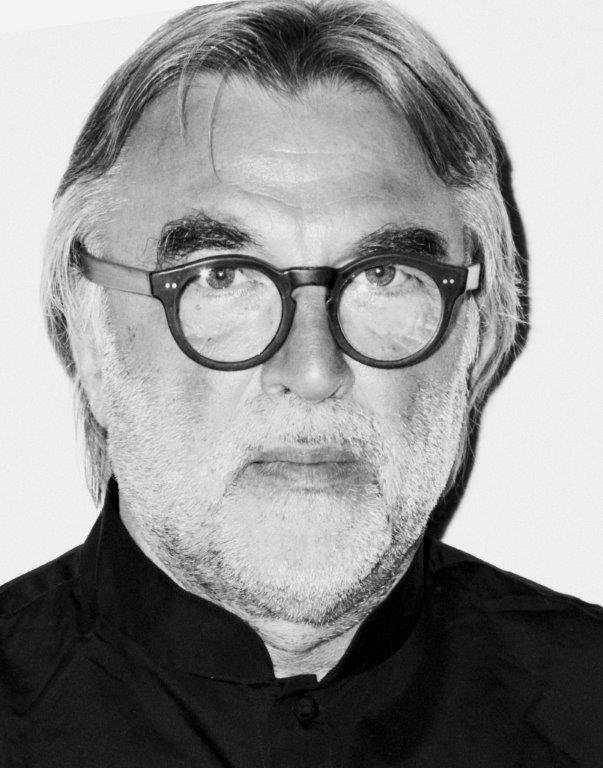
Heinrich Schoeneich (* 1948)

- Schoenemann, Fritz (1887–1964), deutscher Bergbaujurist
- Schoenemann, Karl (1900–1984), deutscher Chemotechniker und Hochschullehrer
- Schoenemond, Donni, deutscher Filmemacher, Musiker und Kameramann
- Schoenen, Anno (1925–2016), deutscher römisch-katholischer Ordensgeistlicher
- Schoenen, Kurt (* 1943), deutscher Politiker (CDU), MdL
- Schoenen, Peter (1952–2014), deutscher Lehrer, Schriftsteller und Sachbuchautor
- Schoenenberg, Vera (* 1973), deutsche Opern-, Operetten-, Lied-, Kantaten- und Oratoriensängerin (Sopran)
- Schoenenberger, Monika (* 1970), Schweizer Journalistin
- Schoenenberger, René (* 1946), Schweizer Schauspieler und Hörspielsprecher
- Schoenenburg, Arnold (* 1940), deutscher Politiker (PDS, Die Linke), MdL
- Schoenenburg, Ina (* 1979), deutsche Fotokünstlerin
- Schoenenwald, Amelie (* 1989), deutsche BiochemikerinAmelie Schoenenwald (* 1989)

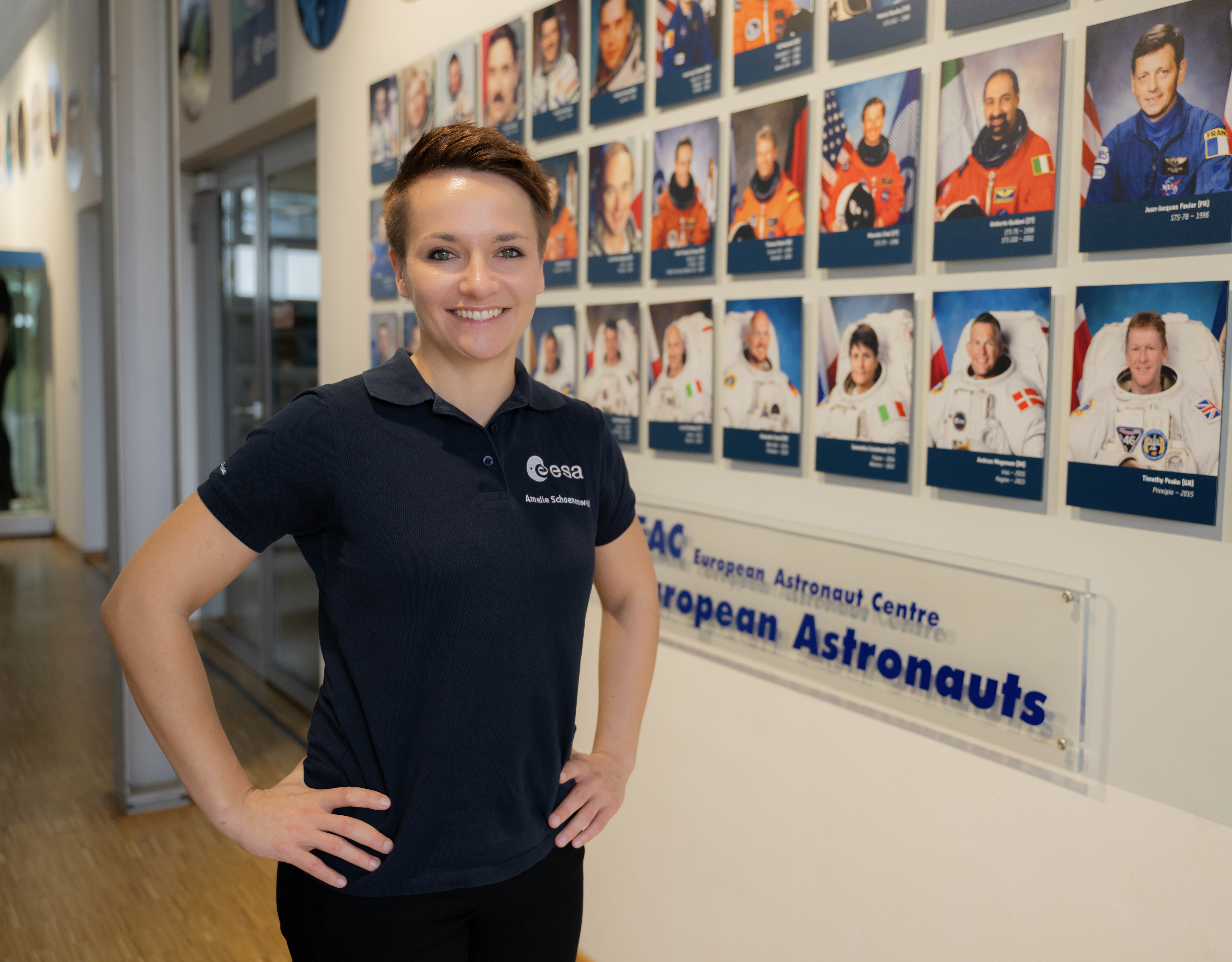
Amelie Schoenenwald (* 1989)

- Schoener, Christoph (* 1953), deutscher Kirchenmusiker
- Schoener, Eberhard (* 1938), deutscher Dirigent und Komponist
- Schoenermarck, Georg Friedrich Wilhelm von (1740–1807), preußischer Generalmajor und Chef des 2. Artillerie-Regiments „Breslau“
- Schoenermarck, Georg von (1783–1851), preußischer Generalmajor
- Schoenewald, Ottilie (1883–1961), deutsche Politikerin und Frauenrechtlerin
- Schoenfeld, Alan H. (* 1947), US-amerikanischer Mathematiker und Mathematikpädagoge
- Schoenfeld, Alice (1921–2019), deutsch-amerikanische Violinistin, Musikpädagogin und Mäzenatin
- Schoenfeld, Bernard C. (1907–1990), US-amerikanischer Drehbuchautor
- Schoenfeld, Dagobert (1833–1916), evangelisch-lutherischer Pfarrer, Wissenschaftler, Forschungsreisender und Reiseschriftsteller
- Schoenfeld, Eduard (1839–1885), deutscher Maler
- Schoenfeld, Eleonore (1925–2007), deutsch-amerikanische Cellistin und Musikpädagogin
- Schoenfeld, Franz (1834–1911), deutscher Chemiker und Unternehmer
- Schoenfeld, Gabriel (* 1955), US-amerikanischer Politikwissenschaftler
- Schoenfeld, Jim (* 1952), kanadischer Eishockeyspieler und -trainer
- Schoenfeld, Karl (1868–1951), preußischer Beamter und Abgeordneter (NLP)
- Schoenfeld, Karl-Heinz (* 1928), deutscher Karikaturist
- Schoenfeld, Lowell (1920–2002), US-amerikanischer Mathematiker
- Schoenfeld, Mena (1882–1945), deutsche Bildhauerin und Malerin
- Schoenfeld, Richard (1884–1956), deutscher Bildhauer und Maler
- Schoenfelder, Friedrich (1916–2011), deutscher Schauspieler und SynchronsprecherFriedrich Schoenfelder (1916–2011)

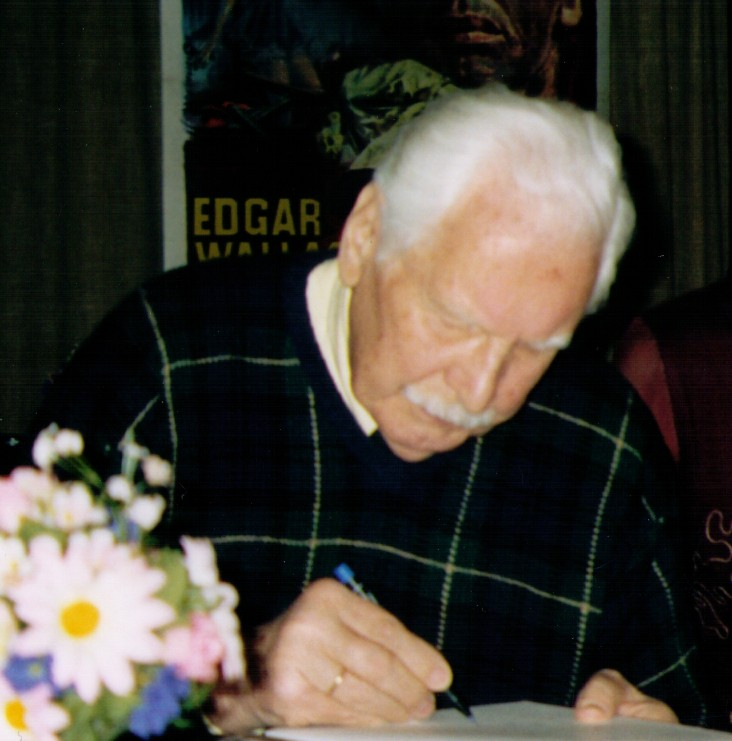
Friedrich Schoenfelder (1916–2011)

- Schoenfelder, Johanna (1945–2011), deutsche Malerin und Grafikerin
- Schoenfelder, Lothar (1860–1926), deutscher Architekt, Baubeamter und Beigeordneter
- Schoenfelder, Olivier (* 1977), französischer Eiskunstläufer
- Schoenfield, Dana (* 1953), US-amerikanische Schwimmerin
- Schoenfield, Paul (1947–2024), US-amerikanischer Komponist und Pianist
- Schoenflies, Arthur (1853–1928), deutscher Mathematiker und KristallographArthur Schoenflies (1853–1928)

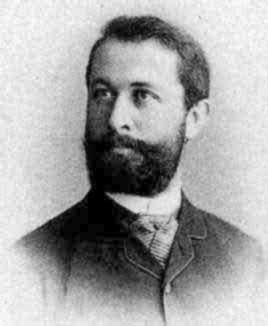
Arthur Schoenflies (1853–1928)

- Schoenflies, Rosalie (1842–1916), deutsche Frauenrechtlerin
- Schoengarth, Russell (1904–1974), US-amerikanischer Filmeditor
- Schoenhals, Albrecht (1888–1978), deutscher Schauspieler
- Schoenherr, Walter Joseph (1920–2007), US-amerikanischer Geistlicher, Weihbischof im Erzbistum Detroit
- Schoenholtz, Anne (* 1978), deutsche Violinistin und Podcasterin
- Schoenholtz, Michael (1937–2019), deutscher Bildhauer
- Schoenhut, Albert (1849–1912), deutsch-amerikanischer Spielzeughersteller
- Schoenian, Ernst (1893–1931), deutscher Bibliothekar
- Schoenian, Julius, deutscher Befreiungskämpfer und Verwaltungsjurist im Königreich Hannover
- Schoenichen, Walther (1876–1956), Biologe und einer der frühen deutschen Naturschützer
- Schoening, Pete (1927–2004), US-amerikanischer Bergsteiger
- Schoening, S. O. (1888–1949), deutscher Schauspieler
- Schoenkaes, Josef (* 1883), preußischer Verwaltungsjurist und Landrat
- Schoenle, Annemarie, deutsche Schriftstellerin und Drehbuchautorin
- Schoenmackers, Jakob (1912–1982), deutscher Pathologe
- Schoenmaeckers, Alexander Lodewijk (1814–1856), deutsch-niederländischer Gutsbesitzer, Mitglied der Frankfurter Nationalversammlung
- Schoenmaker, Lex (* 1947), niederländischer Fußballspieler und -trainer
- Schoenmaker, Noraly (* 1987), niederländische Autorin, YouTuberin und Weltreisende
- Schoenmakers, Martin (1914–1975), deutscher Architekt
- Schoenmakers, Piet (1919–2009), niederländischer Künstler
- Schoenmakers, Sanne (* 1993), niederländische Fußballspielerin
- Schoenman, Ralph (1935–2023), US-amerikanischer politischer Friedensaktivist
- Schoenrich, Otto (1876–1977), US-amerikanischer Jurist
- Schoenthal, Hans Ludwig (1923–2002), deutscher Politiker (SPD)

### Schoep
- Schoep, Alfred (1881–1966), belgischer Geograph, Mineraloge, Geologe und Kristallograph
- Schoep, Jeffrey (* 1974), US-amerikanischer Neonazi und Führer des National Socialist Movement
- Schoepe, Helmut (* 1954), deutscher Brigadegeneral der Bundeswehr
- Schoepf, Wolfgang Adam (1679–1770), württembergischer Rat und Rechtsgelehrter
- Schoepfer, Alain (* 1970), Schweizer Gastroenterologe und Hepatologe
- Schoepfer, Katie (* 1988), US-amerikanische Fußballspielerin
- Schoepff, Nikolai von (* 1959), deutscher Diplomat
- Schoepke, Helmut (1903–1996), deutscher Lyriker, Verlagsbuchhändler und Autor
- Schoepp, Meta (1868–1939), deutsche Schriftstellerin
- Schoeppe, Wilhelm (1930–2009), deutscher Arzt und Internist
- Schoeppel, Andrew (1894–1962), US-amerikanischer Politiker
- Schoepperl, Michael (* 1964), deutscher Journalist
- Schoepperle, Gertrude (1882–1921), US-amerikanische Mediävistin, Romanistin und Keltologin
- Schoeps, Hans-Joachim (1909–1980), deutscher nationalkonservativer jüdischer Religionshistoriker und Religionsphilosoph
- Schoeps, Julius (1864–1942), deutscher Sanitätsoffizier
- Schoeps, Julius H. (* 1942), deutscher HistorikerJulius H. Schoeps (* 1942)

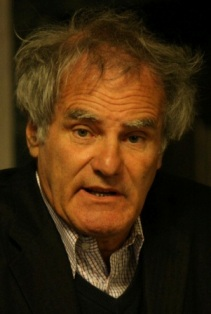
Julius H. Schoeps (* 1942)

- Schoeps, Karl-Heinz (* 1935), deutscher Germanist
- Schoeps, Manfred (* 1944), deutscher Historiker, Immobilienunternehmer und Politiker (CSU)
- Schoeps, Stephan (* 1958), deutscher Generalstabsarzt und Kommandeur Kommando Sanitätsdienstliche Einsatzunterstützung
- Schoeps, Thomas (* 1989), deutscher Basketballspieler
- Schoeps, Tom, deutscher Spieleautor

### Schoes
- Schoessler, Don H. (1924–2017), US-amerikanischer Ingenieur

### Schoet
- Schoetensack, August (1880–1957), deutscher Rechtswissenschaftler
- Schoetensack, Heinrich August (1812–1891), deutscher Lehrer und Autor
- Schoetensack, Otto (1850–1912), deutscher Anthropologe und Vorgeschichtler
- Schoeters, Gaea (* 1976), belgische SchriftstellerinGaea Schoeters (* 1976)

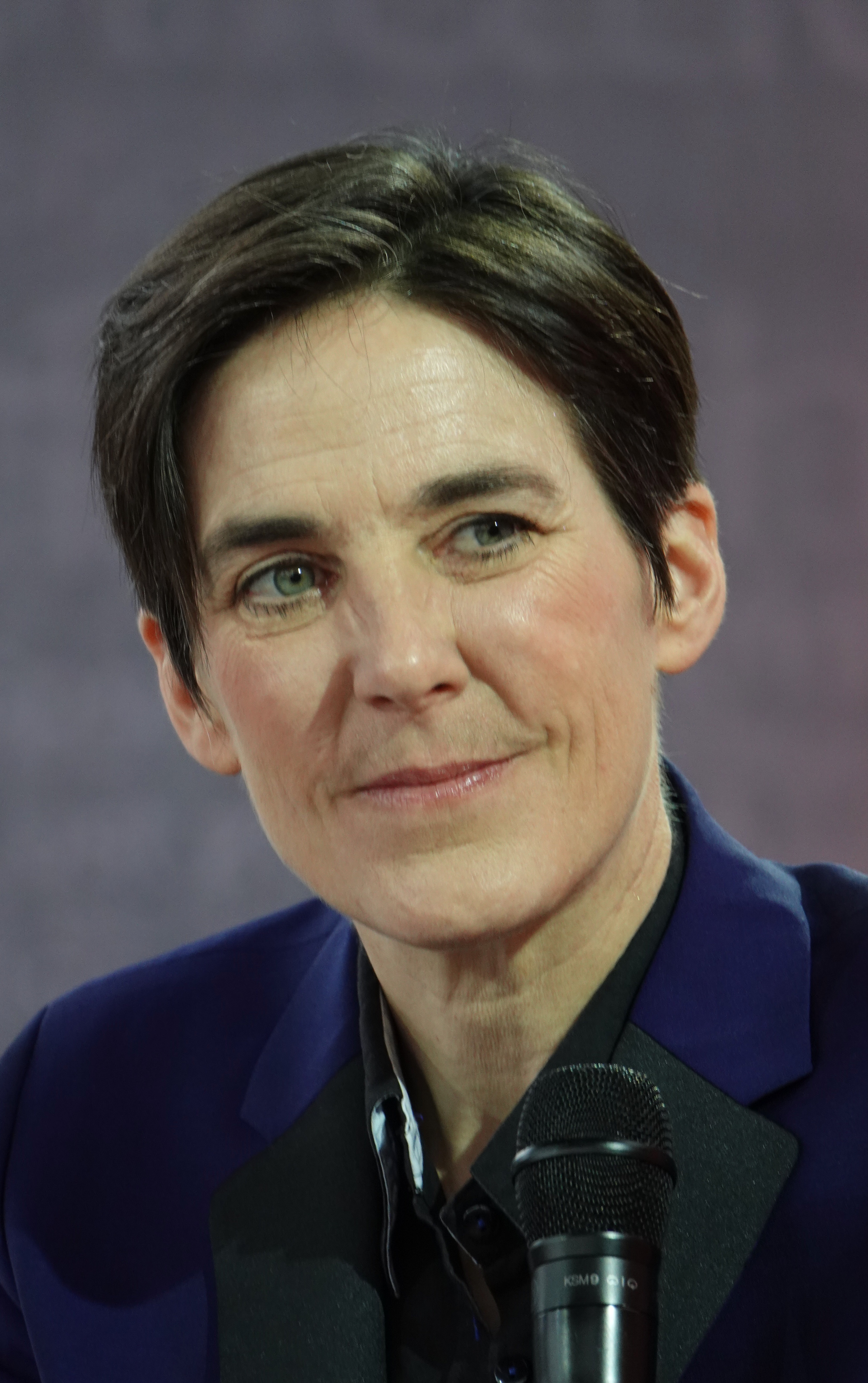
Gaea Schoeters (* 1976)

- Schoeters, Joseph (1947–1998), belgischer Radrennfahrer
- Schoettel-Delacher, Irina (* 1962), österreichische Politikerin (FPÖ), Abgeordneter zum Nationalrat
- Schoettle, Elmer (1910–1973), US-amerikanischer Pianist, Komponist, Musikpädagoge und -wissenschaftler
- Schoettle, Erwin (1899–1976), deutscher Politiker (SPD), MdL, MdB
- Schoettle, Helene (1903–1994), deutsche Kommunalpolitikerin (SPD)
- Schoettle, Michael (* 1936), US-amerikanischer Segler
- Schoettler, Gail (* 1943), US-amerikanische Politikerin
- Schoettler, Leopold (1881–1948), deutscher Flugzeugpionier
- Schoettli, Urs (* 1948), Schweizer Journalist und Publizist